# Робърт Овърмайер
Робърт Франклин Овърмайер (на английски: Robert Franklyn Overmyer) е роден на 14 юли 1936 г. в Лорейн, Охайо, САЩ. Американски астронавт, участник в два космически полета. Загинал на 22 март 1996 г. при катастрофа с лек тренировъчен самолет Cirrus VK-30.

## Образование
Р. Овърмайер е завършил Висше техническо училище в Уестлейк, Охайо през 1954 г. През 1958 г. завършва колежа Baldwin Wallace College с бакалавърска степен по физика. През 1964 г. получава магистърска степен по астрофизика и аерокосмическо инженерство от Института за следдипломна квалификация на USN, Монтерей, Калифорния. През декември 1982 г. защитава докторат по философия в Baldwin Wallace College и става хоноруван преподавател.

## Военна кариера
Робърт Овърмайер постъпва на активна военна служба в USMC през януари 1958 г. През ноември 1959 г. завършва школата за пилоти в Кингсвил, Тексас и получава назначение като боен пилот в 17-а въздушна ескадрила на USMC, базирана в Ивакуни, Япония. През 1966 г. е включен в научноизследователската космическа програма Пилотирана орбитална лаборатория (на английски: Manned Orbiting Laboratory или съкр. MOL). След нейното преждевременно прекратяване е избран за астронавт от НАСА на 14 август 1969 г., Астронавтска група №7. В летателната си кариера има 7500 полетни часа, от тях – 6000 на реактивни самолети.

## Служба в НАСА
Първото си назначение в НАСА, Овърмайер получава през 1969 г. Той става инженер в кострукторския отдел Skylab и работи по проектите на новата космическа станция до 1971 г. През 1972 г. е включен в поддържащия екипаж на последната лунна мисия Аполо 17. През 1975 г. е CAPCOM офицер в Москва по време на експерименталния полет Аполо-Союз. След това започва курс на обучение по новата програма Спейс шатъл. През 1979 г. е назначен за отговорен мениджър на първата мисия на космическата совалка STS-1. Той подготвя Колумбия за нейния първи полет. Участник е в два космически полета.

### Космически полети
| Космически полети на Робърт Франклин Овърмайер                   | Космически полети на Робърт Франклин Овърмайер | Космически полети на Робърт Франклин Овърмайер | Космически полети на Робърт Франклин Овърмайер | Космически полети на Робърт Франклин Овърмайер | Космически полети на Робърт Франклин Овърмайер | Космически полети на Робърт Франклин Овърмайер |
| №                                                                | Дата                                           | КК                                             | Емблема на мисията                             | Функции                                        | Продължителност                                |                                                |
| ---------------------------------------------------------------- | ---------------------------------------------- | ---------------------------------------------- | ---------------------------------------------- | ---------------------------------------------- | ---------------------------------------------- | ---------------------------------------------- |
| 1                                                                | 11 ноември 1982                                | „Колумбия“, STS-5                              |                                                | Пилот                                          | 5 денонощия 02 часа 14 мин. 26 сек.            |                                                |
| 2                                                                | 29 април 1985                                  | „Чалънджър“, STS-51B                           |                                                | Командир                                       | 7 денонощия 00 часа 08 мин. 46 сек.            |                                                |
| Сумарно време в космоса – 12 денонощия 02 часа 23 минути 12 сек. |                                                |                                                |                                                |                                                |                                                |                                                |

## След НАСА
Р. Овърмайер напуска НАСА през май 1986 г. Дълги години работи като Председател на Асоциацията на собствениците на леки и спортни самолети в САЩ. Член е на Асоциацията на експерименталните тест пилоти. Загива на 22 март 1996 г. на възраст 60 г.

## Награди
- Летателен кръст за заслуги;
- Медал за похвална служба;
- Медал на НАСА за участие в космически полет.